# Associazione Calcio Ospitaletto 1983-1984
Questa voce raccoglie le informazioni riguardanti l'Associazione Calcio Ospitaletto nelle competizioni ufficiali della stagione 1983-1984.

## Rosa
| N. |                   | Ruolo | Calciatore        |
| -- | ----------------- | ----- | ----------------- |
|    | Italia (bandiera) | C     | Mirco Balacich    |
|    | Italia (bandiera) | C     | Massimo Bodini    |
|    | Italia (bandiera) | D     | Albano Canazza    |
|    | Italia (bandiera) | P     | Dario Cantoni     |
|    | Italia (bandiera) | D     | Maurizio Carlo    |
|    | Italia (bandiera) | P     | Ruggero Casari    |
|    | Italia (bandiera) | D     | Nicola Cassa      |
|    | Italia (bandiera) | C     | Massimo Ceccaroni |
|    | Italia (bandiera) | A     | Roberto Fabris    |
|    | Italia (bandiera) | D     | Ivan Firmo Ghezzi |

| N. |                   | Ruolo | Calciatore           |
| -- | ----------------- | ----- | -------------------- |
|    | Italia (bandiera) | C     | Maurizio Gilardi     |
|    | Italia (bandiera) | D     | Sergio Lancini       |
|    | Italia (bandiera) | C     | Massimo Mazzucchelli |
|    | Italia (bandiera) |       | Mineni               |
|    | Italia (bandiera) | C     | Walter Mostosi       |
|    | Italia (bandiera) | C     | Vincenzo Papes       |
|    | Italia (bandiera) | C     | Amerio Toninelli     |
|    | Italia (bandiera) | C     | Maurizio Troli       |
|    | Italia (bandiera) | A     | Angelo Zambetti      |
|    | Italia (bandiera) | A     | Osvaldo Zobbio       |